# Chostonectes
Chostonectes là một chi bọ cánh cứng trong họ Dytiscidae.
Chi này được Sharp miêu tả khoa học năm 1882.

## Các loài
Các loài trong chi này gồm:
- Chostonectes gigas (Boheman, 1858)
- Chostonectes johnsonii (Clark, 1862)
- Chostonectes maai Balke, 1995
- Chostonectes nebulosus (W.J. Macleay, 1871)
- Chostonectes sharpi Sharp, 1882
- Chostonectes wattsi Wewalka, 1994